# Nationaal park Oeta
Nationaal park Oeta (ook wel Oíti genoemd) (Grieks:  Εθνικός δρυμός Οίτης, Ethnikós drumós Oítis) is een nationaal park in Griekenland. Het werd opgericht in 1966 en is 7000 hectare groot. Het park is genoemd naar de berg Oeta; met zijn 2152 meter de op vier na hoogste berg van het Griekse vasteland.
Het nationaal park staat bekend om zijn hooggelegen bloemenweides; 1149 soorten planten komen in het gebied voor, waaronder lelie, orchidee, narcis. Er groeien ook twee endemische planten: Veronica oetaea en Allium lagarophylum. De bossen bestaan uit Griekse zilverspar, zwarte den en eik. In het park leven onder andere vos, ree, everzwijn, wilde kat, haas, buizerd, sperwer, gems, wolf (2 roedels) en een kleine populatie bruine beren. Nationaal park Oeta is de meest zuidoostelijke plaats in Griekenland waar de bruine beer voorkomt.